# Dieter Monien
Dieter Monien (* 26. Mai 1950 in Buchenhain (Boitzenburger Land)) ist ein ehemaliger deutscher Sportschütze im Wurfscheibenschießen in der Disziplin Skeet.

## Leben und Karriere
Monien war Teilnehmer der Olympischen Spiele 1976 in Montreal und nahm am Skeet-Wettkampf teil, er belegte Platz 26 mit 190 von 200 geworfenen Wurfscheiben. 